# Travers (Neuchâtel)
Travers es una localidad y antigua comuna suiza, situada en el distrito de Val-de-Travers en el cantón de Neuchâtel. Desde el 1 de enero de 2009 hace parte de la comuna de Val-de-Travers.

## Historia
La primera mención escrita de Travers data de 1202 bajo el nombre de Transversum, en 1229 aparece como Travers. La comuna mantuvo su autonomía hasta el 31 de diciembre de 2008. El 1 de enero de 2009 pasó a ser una localidad de la nueva comuna de Val-de-Travers, tras la fusión de las antiguas comunas de Boveresse, Buttes, Couvet, Fleurier, Les Bayards, Môtiers, Noiraigue, Saint-Sulpice y Travers.

## Geografía
La antigua comuna limitaba al norte las comunas de La Brévine, Les Ponts-de-Martel y Brot-Plamboz, al este con Noiraigue y Gorgier, al sur con Provence (VD), y al oeste con Couvet.

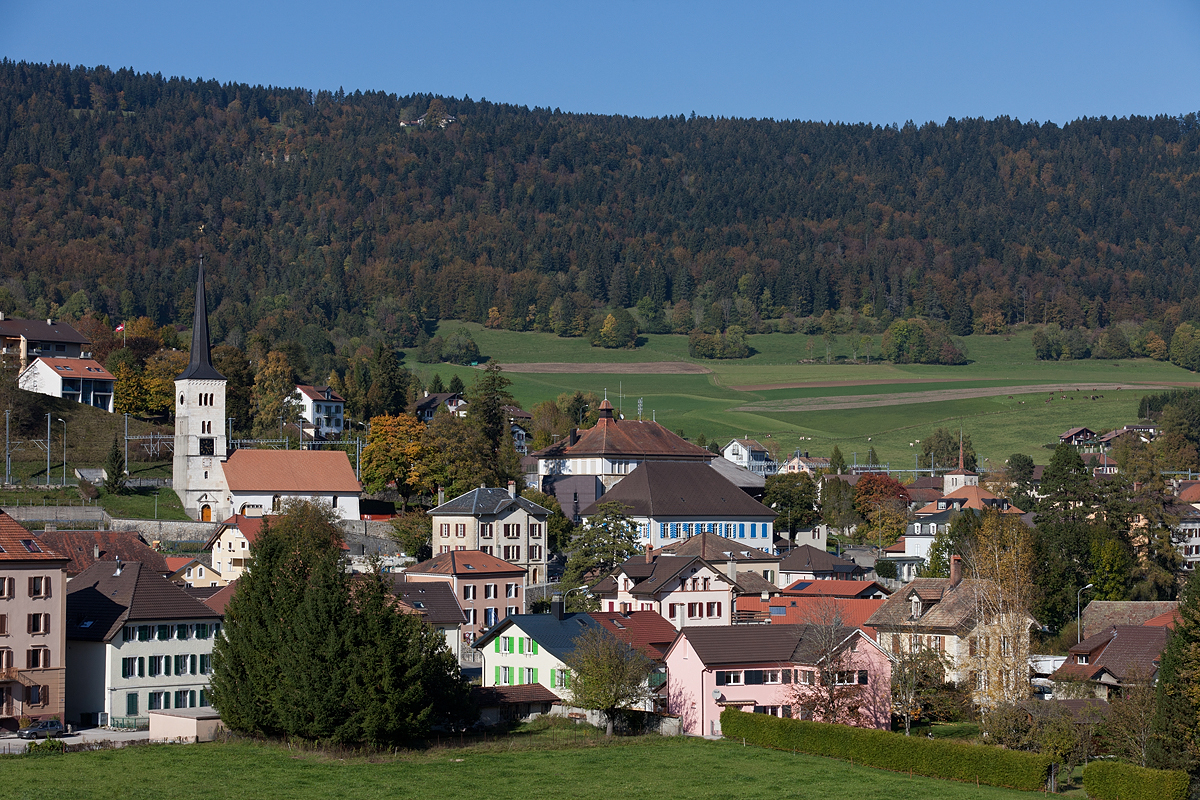
Vista de Travers.